# Деллис

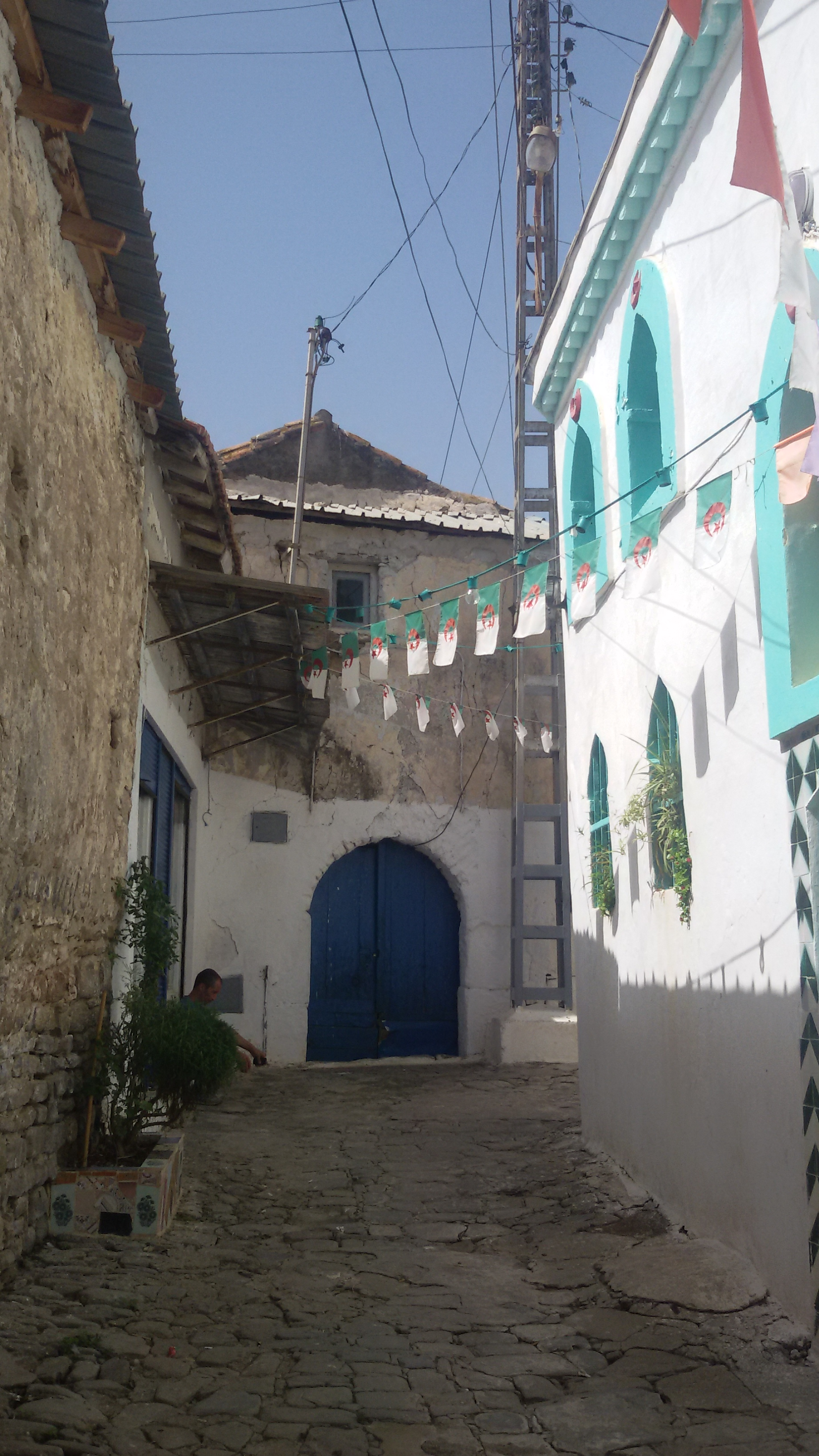
Деллис

Деллис (араб.  دلس‎, фр. Dellys) — коммуна на севере Алжира, на территории вилайета Бумердес, административный центр одноимённого округа.

## Географическое положение
Коммуна находится в северной части вилайета, на высоте 23 метра над уровнем моря.
Коммуна расположена на расстоянии приблизительно 105 километров к востоку от столицы страны Алжира и в 55 км к востоку от административного центра вилайета Бумердеса.

## Демография
По состоянию на 2008 год население составляло 32 954 человек.
Динамика численности населения коммуны по годам:
| 1977   | 1987   | 1998   | 2008   |
| ------ | ------ | ------ | ------ |
| 17 461 | 24 883 | 28 229 | 32 954 |